# 7.º Prêmio Capes de Tese (2012)
O 7º Prêmio Capes de Tese foi um evento organizado em 2012 pela Coordenação de Aperfeiçoamento de Pessoal de Nível Superior (CAPES) com o propósito de premiar as melhores teses de doutorado, de diferentes campos científicos, que foram defendidas no ano de 2011 em instituições de ensino superior brasileiras. Foram premiados 44 trabalhos defendidos e aprovados naquele ano.
Nesta edição as mulheres se destacaram com a conquista do maior número das principais premiações com as teses de Caroline Furtado Junqueira, Márcia Almada, e Elisa Souza Orth sendo escolhidas entre os mais de 12 mil trabalhos de doutorado defendidos no Brasil para receber o Grande Prêmio Capes de Tese.

## Homenageados no Grande Prêmio de Tese
Em 2012 houve a retomada pelo Prêmio Capes de Tese das homenagens à história da ciência no Brasil com a recriação das três categorias que recordavam a memória de cientistas brasileiros que se notabilizaram no passado.
Os cientistas homenageados foram os seguintes:
- Milton Santos (representando a área de Engenharia, Ciências Exatas e da Terra);
- Carlos Ribeiro Diniz (representando a área de Ciências Biológicas, Ciências da Saúde e Ciências Agrárias);
- Carolina Martuscelli Bori (representando a área de Ciências Humanas, Letras e Artes).

## Vencedores
Na edição de 2012 que avaliou as teses de doutorado defendidas em 2011, os vencedores do Grande Prêmio foram as seguintes:

### Grande Prêmio Capes de Tese
|                             | Prêmio da categoria       | Tese | Autor(a)                   | Orientador(a)             | Universidade | Acesso à tese | Ref. |
| Grande Prêmio Capes de Tese | Milton Santos             | Reações nucleofílicas de desfosforilação com imidazol e hidroxamato: modelagem em sistemas intra-e intermolecular, polimérico e micelar | Elisa Souza Orth           | Faruk Jose Nome Aguilera  | UFSC         |               |      |
| Grande Prêmio Capes de Tese | Carlos Ribeiro Diniz      | Clone não patogênico de Trypanosoma cruzi expressando antígeno tumoral como vetor vacinal contra o câncer                               | Caroline Furtado Junqueira | Ricardo Tostes Gazzinelli | UFMG         |               |      |
| Grande Prêmio Capes de Tese | Carolina Martuscelli Bori | Das artes da pena e do pincel: caligrafia e pintura em manuscritos no século XVIII                                                      | Márcia Almada              | Júnia Ferreira Furtado    | UFMG         |               |      |

### Prêmio Capes de Tese por área
| Área                                   | Vencedor | Orientador                                  | Universidade                            |
| -------------------------------------- | --- | ------------------------------------------- | --------------------------------------- |
| Antropologia/Arqueologia               | O intelectual "feiticeiro": Édison Carneiro e o campo de estudos das relações raciais no Brasil (Luiz Gustavo Freitas Rossi) | Heloisa André Pontes                        | UNICAMP (Campinas, São Paulo)           |
| Arquitetura e Urbanismo                | Quando o projeto é patrimônio: a modernidade póstuma em questão (Ana Carolina Santos Pellegrini) | Carlos Eduardo Dias Comas                   | UFRGS (Porto Alegre, Rio Grande do Sul) |
| Astronomia/Física                      | Aspectos Relativísticos da Teoria da Informação Quântica (André Gustavo Scagliusi Landulfo) | George Emanuel Avraam Matsas                | UNESP (São Paulo, São Paulo)            |
| Economia                               | Financeirização e transformações recentes no circuito imobiliário no Brasil (Mariana de Azevedo Barretto Fix) | Wilson Cano                                 | UNICAMP (Campinas, São Paulo)           |
| Educação                               | Transtornos de aprendizagem: quando "ir mal na escola" torna-se um problema médico e/ou psicológico (Katia Cristina Silva Forli Bautheney) | Rosangela Gavioli Prieto                    | USP (São Paulo, São Paulo)              |
| Educação Física                        | Efeitos da lipoaspiração acompanhada de treinamento físico no perfil metabólico e na composição corporal de mulheres adultas eutróficas e saudáveis (Fabiana Braga Benatti)                                                                     | Antonio Herbert Lancha Junior               | USP (São Paulo, São Paulo)              |
| Enfermagem                             | Construção e validação da escala de conforto para familiares de pessoas em estado crítico de saúde (ECONF) (Kátia Santana Freitas) | Fernanda Carneiro Mussi                     | UFBA (Salvador, Bahia)                  |
| Geociências                            | Mecanismos Deposicionais e Processos Pedogenéticos em Lençóis de Areia Eólica: a Formação Marília, Neocretáceo da Bacia Bauru, Brasil, e La Salina, Holoceno da Bacia Tulum, Argentina (Patrick Francisco Führ Dal Bó)                          | Giorgio Basilici                            | UNICAMP (Campinas, São Paulo)           |
| Interdisciplinar                       | Mapeamento dos aspectos afetivos em um ambiente virtual de aprerndizagem (Magali Teresinha Longhi) | Patricia Alejandra Behar                    | UFRGS (Porto Alegre, Rio Grande do Sul) |
| Letras/Linguística                     | Um saber nas ruas: o discurso histórico sobre a cidade brasileira (Carolina Padilha Fedatto) | Suzy Maria Lagazzi                          | UNICAMP (Campinas, São Paulo)           |
| Matemática/Probabilidade e Estatística | Rigidity of Area-Minimizing Hyperbolic Surfaces in Three Manifolds (Ivaldo Paz Nunes) | Fernando Codá dos Santos Cavalcanti Marques | IMPA (Rio de Janeiro, Rio de Janeiro)   |
| Medicina Veterinária                   | Efeito do Fator de Crescimento do Nervo (NGF), Fator de Crescimento de Fibroblasto-10 (FGF-10) e Insulina sobre o desenvolvimento in vitro de folículos pré-antrais caprinos (Roberta Nogueira Chaves)                                          | José Ricardo de Figueiredo                  | UECE (Fortaleza, Ceará)                 |
| Medicina I                             | Aspectos Epidemiológicos das Disfunções Tiroidianas na População Nipo-Brasileira de Bauru (José Augusto Sgarbi) | Rui Monteiro de Barros Maciel               | UNIFESP (São Paulo, São Paulo)          |
| Odontologia                            | Estudo microbiológico e de endotoxinas de canais radiculares com infecções endodônticas primárias e avaliação da antigenicidade do conteúdo infeccioso contra macrófagos na produção de citocinas pró-inflamatórias (Frederico Canato Martinho) | Brenda Paula Figueiredo de Almeida Gomes    | UNICAMP (Piracicaba, São Paulo)         |
| Química                                | Reações nucleofílicas de desfosforilação com imidazol e hidroxamato: modelagem em sistemas intra-e intermolecular, polimérico e micelar (Elisa Souza Orth)                                                                                      | Faruk Jose Nome Aguilera                    | UFSC (Florianópolis, Santa Catarina)    |
| Saúde Coletiva                         | Associação da atividade da LP-PLA2 e de antioxidantes lipossolúveis com marcadores cardiometabólicos em adolescentes (Isis Tande da Silva) | Nágila Raquel Teixeira Damasceno            | USP (São Paulo, São Paulo)              |